# Проїзний документ біженця

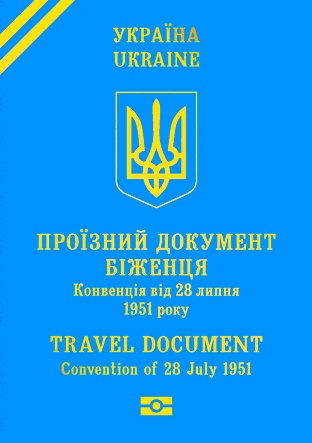
Український проїзний документ біженця

Проїзний документ біженця (також Проїзний документ Конвенції 1951 року або Женевський паспорт) — це проїзний документ, який видається біженцю державою, в якій він проживає, щоб дозволити йому виїжджати за межі цієї держави та повертатися туди. Біженці навряд чи зможуть отримати паспорти країни свого громадянства, тому їм потрібні проїзні документи, щоб вони могли здійснювати міжнародні подорожі.
145 держав, які є учасниками Конвенції про статус біженців 1951 року, зобов’язані видавати проїзні документи біженцям, які законно проживають на їх території.
Проїзні документи для біженців схожі на паспортні книжечки. На їх обкладинці написано «Проїзний документ» англійською та, деколи, французькою мовами (і часто мовою країни, що їх видає), а також дату конвенції: 28 липня 1951 року. Спочатку документи були сірого кольору, але деякі країни тепер їх видають в інших кольорах, з двома діагональними лініями у верхньому лівому куті обкладинки. Носії користуються певними привілеями безвізового режиму подорожей, наданими підписантами Конвенції.

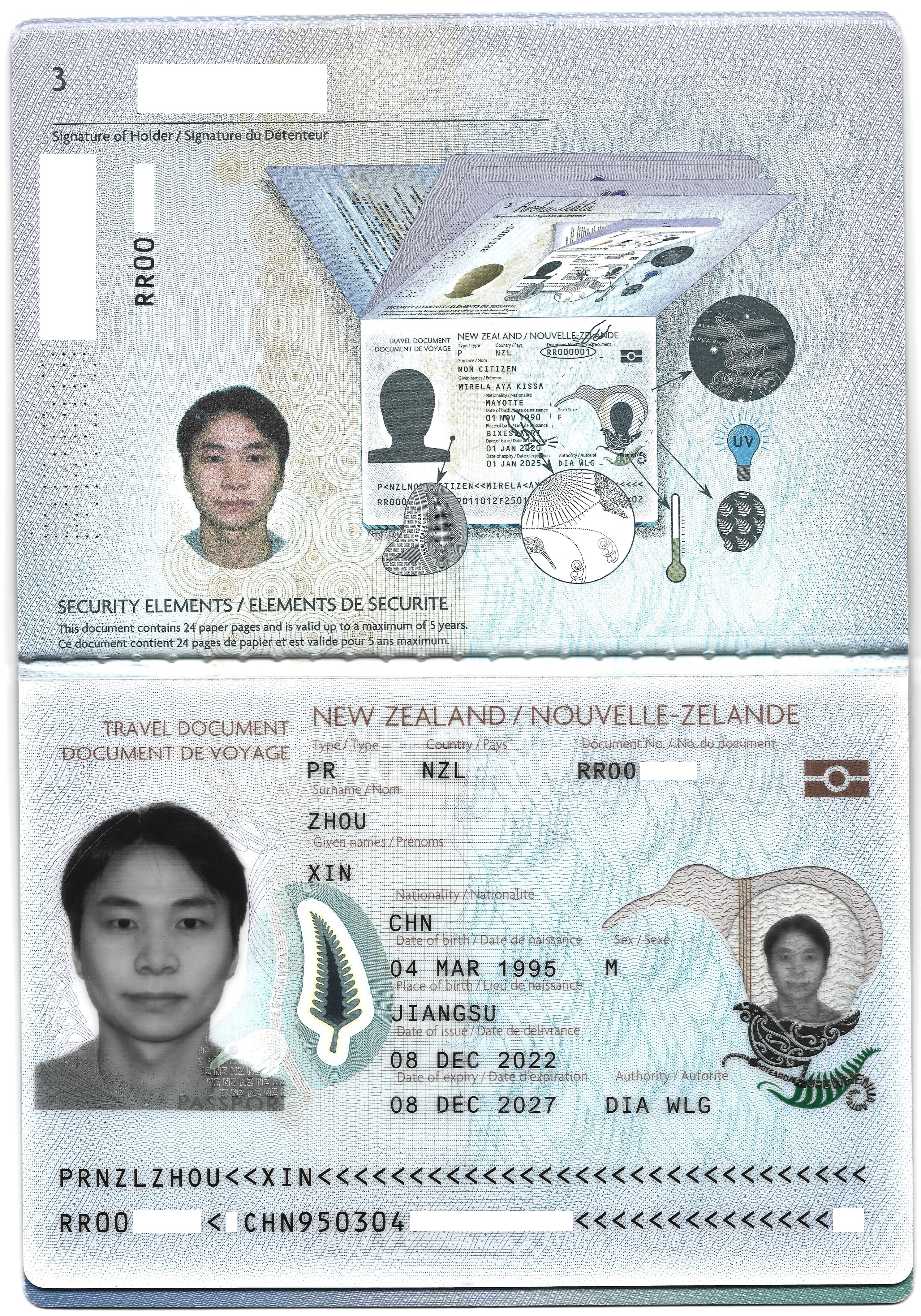
Перша сторінка з даними власника проїзного документу Нової Зеландії

Однак, оскільки проїзний документ біженця не є звичайним національним паспортом, власник може час від часу стикатися з певними проблемами, наприклад, під час подорожей авіатранспортом.

## Галерея

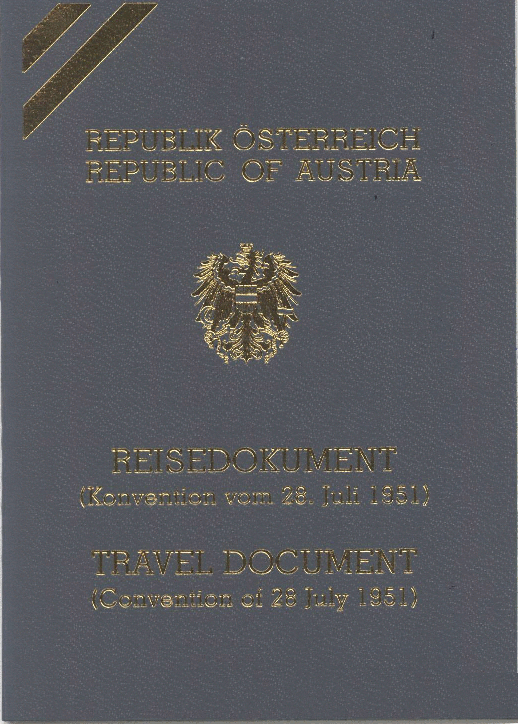
Австрійський проїзний документ біженця
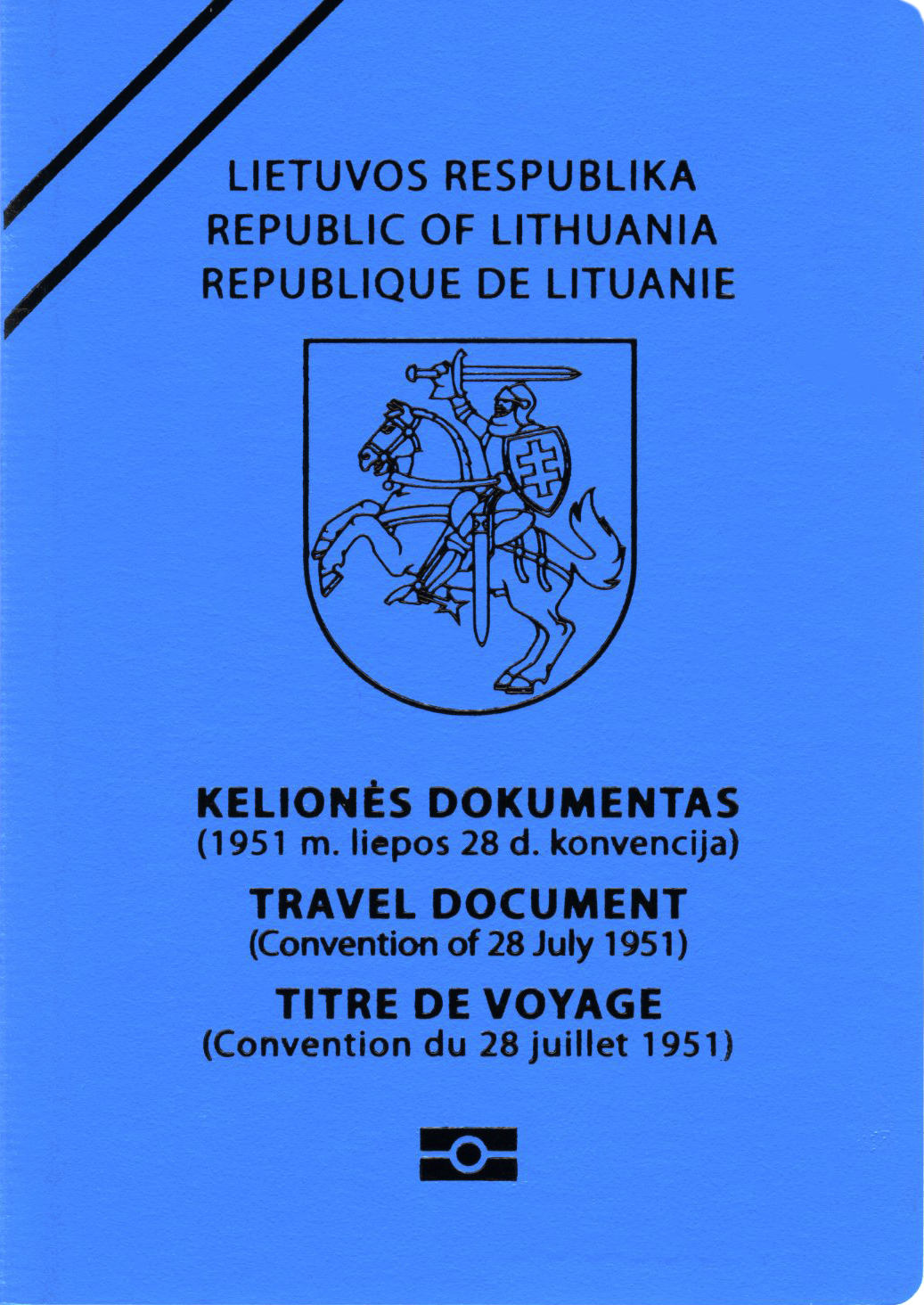
Литовський проїзний документ біженця
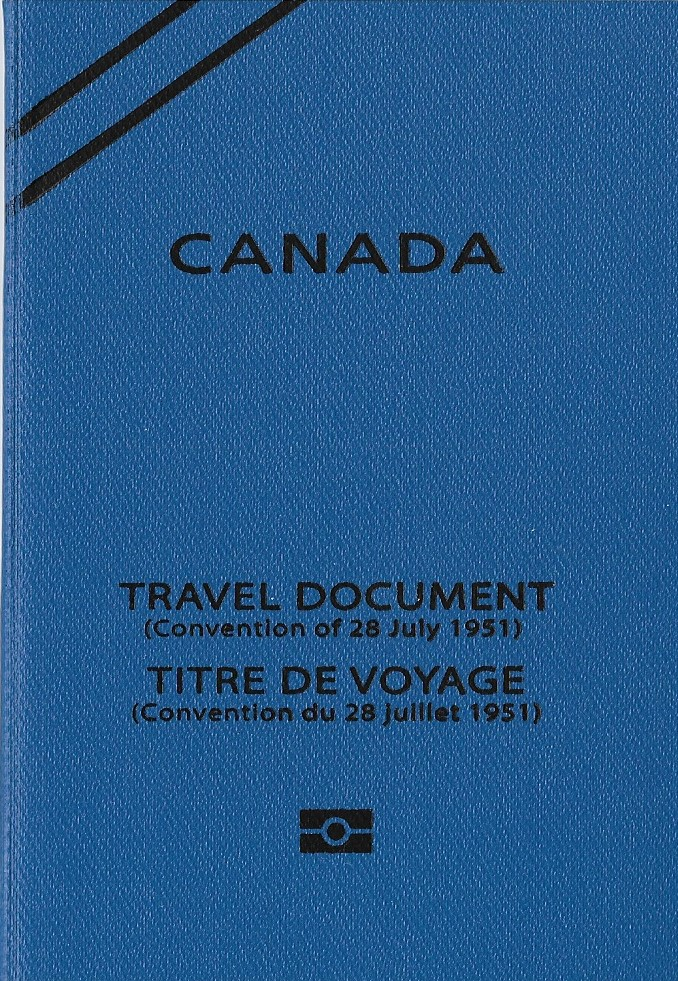
Канадський проїзний документ біженця
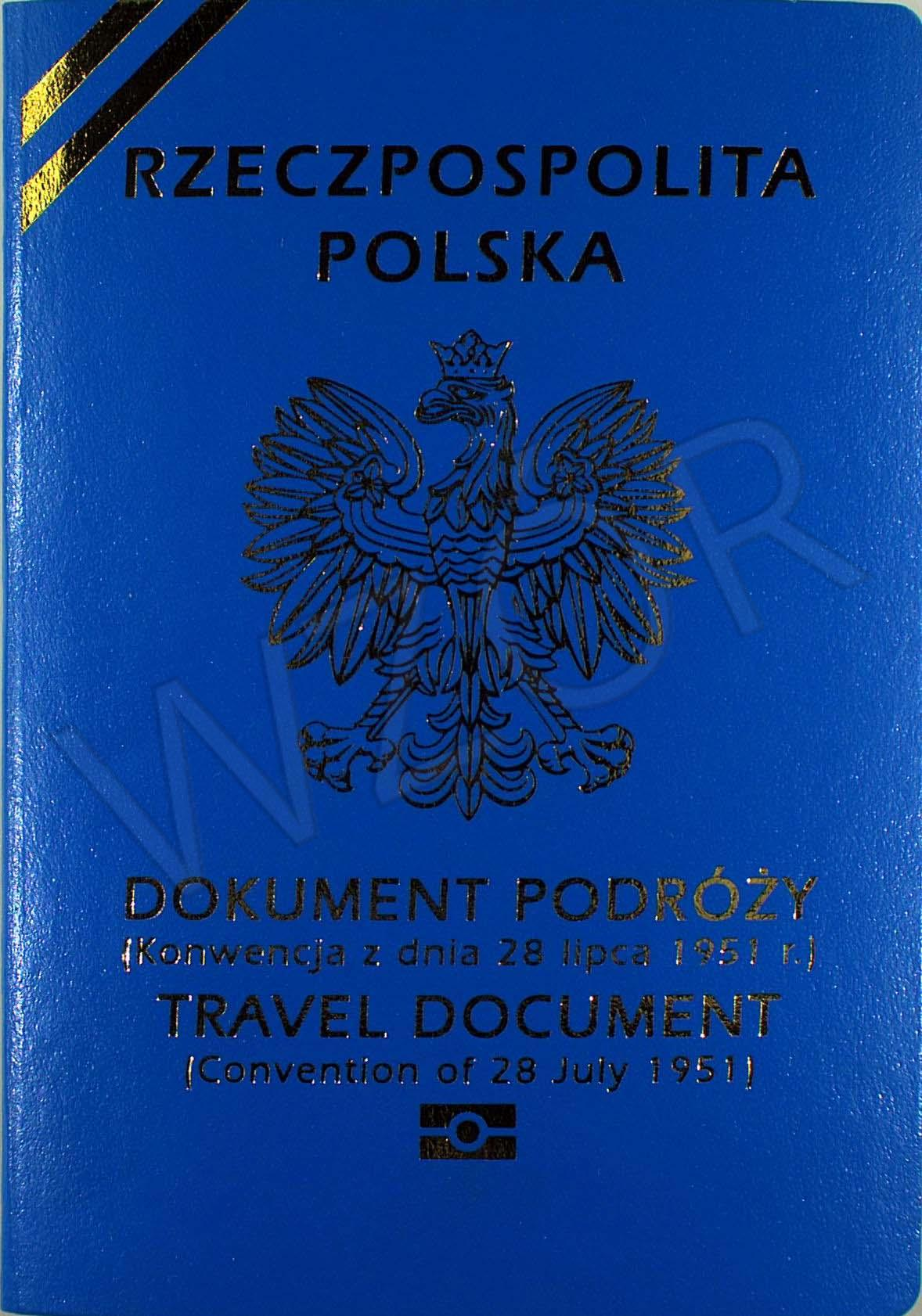
Польський проїзний документ біженця
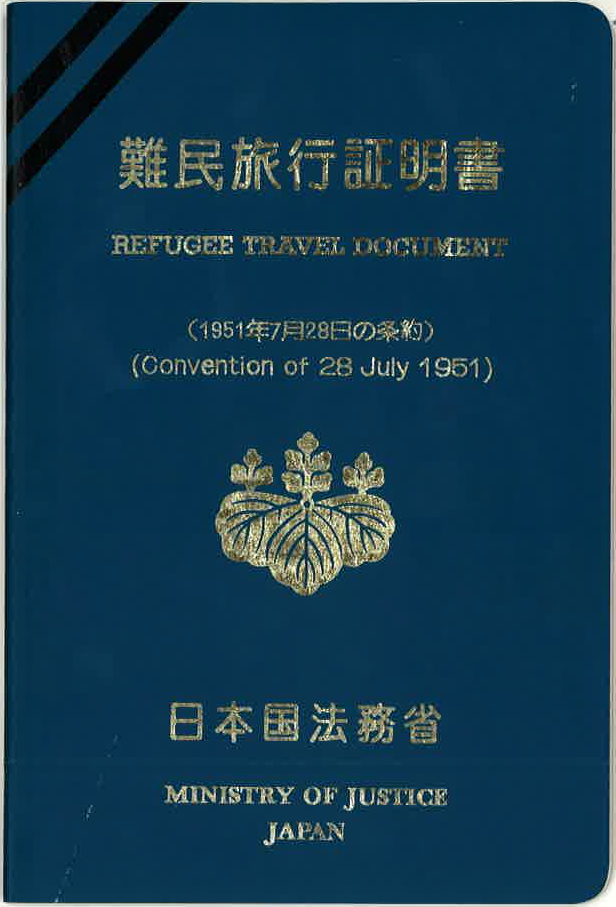
Японський проїзний документ біженця